# Delphinium wrightii
Delphinium wrightii là một loài thực vật có hoa trong họ Mao lương. Loài này được F.H.Chen mô tả khoa học đầu tiên năm 1948.